# Арктический и антарктический научно-исследовательский институт
Арктический и антарктический научно-исследовательский институт (ААНИИ; англ. Arctic and Antarctic Research Institute, AARI) — старейшее научно-исследовательское учреждение России, проводящее комплексное изучение полярных регионов Земли.
Официальное название — Федеральное государственное бюджетное учреждение «Арктический и антарктический научно-исследовательский институт» (ФГБУ «ААНИИ»). ААНИИ подчинён Федеральной службе по гидрометеорологии и мониторингу окружающей среды.

## Сфера деятельности
ААНИИ ведёт комплексные исследования в Арктике и Антарктике в области океанографии, физики льда, океана и вод суши, метеорологии, взаимодействия океана и атмосферы, геофизики, морского ледоведения, гляциологии, полярной географии, гидрохимии, гидрологии устьев рек, водных ресурсов, экологии, взаимодействия корпуса судна и других инженерных сооружений со льдом, полярной медицины.

## История
История ААНИИ началась с организации 4 марта 1920 года Северной научно-промысловой экспедиции при Высшем Совете народного хозяйства, созданной с целью освоения Северного морского пути и прилегающих к нему районов страны.
В 1925 году Севэкспедиция преобразуется в Институт по изучению Севера. В 1930 году институт получает название — Всесоюзный арктический институт и становится центром работ по исследованию советской Арктики и обеспечению запросов мореплавания по Северному морскому пути и других отраслей народного хозяйства Крайнего Севера.
В 1924 году пилот Б. Г. Чухновский произвел несколько разведывательных полетов и обследовал состояние льдов на пути движения судов Карской экспедиции. Это можно считать началом зарождения полярной авиации. В 1927 году СССР вступил в международное общество «Аэроарктик». С 1929 года ледовая авиационная разведка в Карском море становится регулярной, а с 1932 года она была распространена и на другие арктические моря.
В 1930-е годы состоялись известные плавания научных экспедиций на ледокольных пароходах: «Георгий Седов», «Александр Сибиряков», «Семён Челюскин», «Садко» и др., в период которых был выполнен огромный комплекс исследований в окраинных арктических морях и прилегающих районах Арктического бассейна.
В декабре 1932 года в СССР было создано Главное управление Северного морского пути во главе с О. Ю. Шмидтом, развивается и реконструируется сеть полярных станций. Всесоюзный арктический институт расширяет экспедиционную и научно-исследовательскую деятельность. С 1933 года становится систематическим изучение арктических льдов, чтобы выработать научно обоснованный подход к организации судоходства в Арктике.
В 1932—1933 годах в рамках Второго Международного полярного года расширяется строительство полярных станций, на базе которых организуются радиоцентры и арктические бюро погоды: в 1934 году на острове Диксон и мысе Шмидта, в 1935 году — в бухте Тикси, в 1937 году — в Амдерме. В 1937 и 1938 годах гидролог полярной станции о. Диксон Б. И. Иванов успешно обслуживает ледовой информацией и краткосрочными ледовыми прогнозами Карские морские операции.
В 1937 году на льды Арктического бассейна была высажена первая в мире дрейфующая станция «Северный полюс-1» (СП-1). В качестве консультанта был приглашен на постоянной основе известный ученый, специалист по свойствам льда, профессор Б. П. Вейнберг.
В 1938 году Арктическому институту передали функции Межведомственного бюро ледовых прогнозов для обеспечения судоходства по СМП.
В 1939 году Арктический институт впервые направляет своих сотрудников в Арктику для непосредственного обеспечения навигации: в западном районе, на о. Диксон, работают гидрологи И. Г. Овчинников, Б. И. Иванов, М. М. Сомов, в восточном, на мысе Шмидта — Д. Б. Карелин и Н. А. Волков.
В 1938 году институт получает новое название — Арктический научно-исследовательский институт. Сеть полярных станций на материковом побережье и высокоширотных островах достигает 75 точек к 1941 году, появляются районные радиометцентры на о. Диксон, в Тикси и на м. Шмидта, предоставляющие прогнозы погоды уже всем хозяйственным субъектам. В 1940 году П. А. Гордиенко разрабатывает шкалу торосистости льда, с помощью авиационной разведки, охватывающей не только морские, но и высокоширотные зоны, при картировании ледовых условий отделяются зоны различной сплоченности льда с помощью специальных линий, получивших название изобалл. С 1940—1941 годов начинает также практиковаться преднавигационная ледовая разведка в июне — начале июля, с целью определения генерального расположения сплоченных и разреженных льдов и выбора пути движения первых караванов судов.
С началом Великой Отечественной войны в 1941 году Арктический институт эвакуируется в город Красноярск, где продолжает работу по обеспечению судоходства на Северном морском пути. В этот период оперативные группы выезжали на Диксон, мыс Шмидта и в Тикси, с 1943 года эти группы были включены в сектор научно-оперативного обслуживания трассы СМП.
В 1944 году Арктический НИИ возвратился из Красноярска в Ленинград. При дальнейшем совершенствовании структуры института в 1946 году произошло укрупнение его подразделений: отделение ледоведения объединило отделы общего ледоведения, долгосрочных ледовых прогнозов, научно-оперативного обслуживания, аэрофотосъемки и ледоисследовательскую лабораторию; отделение метеорологии — отделы краткосрочных прогнозов погоды и долгосрочных метеорологических прогнозов.
С 1958 года в связи с организацией и координацией национальных исследований в Антарктике институт получил своё нынешнее название.
В 1970-х годах в Арктике начался новый этап активной практической работы, связанной с созданием новых ледоколов типа «Арктика». Ввод в строй этих судов позволил выполнять круглогодичную навигацию по Северному морскому пути. Одним из первых рейсов «Арктики» стал поход на Северный полюс в 1977 году, на судне отправилось три группы ААНИИ во главе с полярником И. П. Романовым. Интерес к этому направлению был достаточно велик, и директор института академик А. Ф. Трёшников совместно с И. П. Романовым представили доклад об итогах гидрометеорологического обеспечения на заседании коллегии в Главном управлении Гидрометеослужбы СССР.
В 1980-х годах ААНИИ значительно расширил свою деятельность, проведя ряд важных экспедиций и исследований, в том числе советско-американскую экспедицию WEPOLEX в море Уэдделла (1983 г.) и комплексную экспедицию в приполюсный район (1987 г.). Институт активно внедрял новые технологии, такие как спутниковое дистанционное зондирование (1983 г.) и автоматизированную ледово-информационную систему АЛИСА (1989 г.), для улучшения ледового мониторинга и прогнозирования. Этот период также отмечен публикацией "Атласа Арктики" (1985 г.), созданием Центра ледовой гидрометеорологической информации (1986 г.), открытием стационара на мысе Баранова (1986 г.) и вводом в эксплуатацию научно-исследовательского судна "Академик Фёдоров" (1987 г.). Международное сотрудничество стало важной частью работы института, что подтверждается проведением научной конференции приарктических государств в Ленинграде (1988 г.). Исследования ААНИИ внесли вклад в систематизацию данных о химическом составе дрейфующих льдов Северного Ледовитого океана (1988 г.).
В начале 1990-х годов российские исследования в Арктике и Антарктике претерпели институциональные изменения и расширили международное сотрудничество в новых экономических условиях. Преобразование Советской антарктической экспедиции в Российскую (1992 г.) обозначило новый этап в национальной антарктической программе. Этот период характеризуется активным научным взаимодействием с зарубежными партнерами, ярким примером чего служит совместное с Германией издание «Гидрологического атласа Южного океана» (1992 г.) и создание первой российско-американской дрейфующей станции «Уэдделл-1» в Антарктике (1992 г.). Одновременно развивались и арктические исследования: была создана лаборатория «Арктик-шельф» для обслуживания интересов компаний, работающих на шельфе арктических морей (1992 г.), и началось участие России в международной программе изучения климата Арктики ACSYS (1993 г.). В 1994 году ААНИИ присвоен статус государственного научного центра Российской Федерации.
В период с 1995 по 1999 годы ключевые достижения института включают получение диплома на научное открытие «Явление сверхдлительного анабиоза у микроорганизмов» (1995), создание системы мониторинга гидрометеорологической информации в Арктике, исследование подлёдного озера Восток, завершение бурения ледника на станции Восток, позволившее получить данные о климате за 420 тысяч лет, и создание электронного атласа Северного Ледовитого океана (1997). Были проведены комплексные экспедиции: «АРКТИКА-98»; экспедиция с Институтом океанологии РАН в район к северу от Шпицбергена; начались ежегодные российско-германские экспедиции "Лена" (1998). Создана Российско-германская лаборатория полярных и морских исследований (1999). Начаты работы по Федеральной целевой программе «Мировой океан», продолжавшиеся до 2013 г. Также в этот период Музей Арктики и Антарктики стал самостоятельным учреждением.
В 2022 году в Институте открывается Полярная школа для учеников 9—11 классов.
В честь института были названы острова Арктического института в Карском море.

## Структура
ААНИИ включает 21 научное подразделение, Высокоширотную арктическую экспедицию, Российскую антарктическую экспедицию, Центр ледовой и гидрометеорологической информации, Центр полярной медицины, Инженерно-экологический центр, научно-экспедиционный флот (включая уникальное судно ледокольного типа «Академик Фёдоров»), теплоход «Профессор Мультановский», уникальный специализированный ледовый бассейн, научно-исследовательскую и опытно-экспериментальную базу — станции «Ладожская» и «Горьковская» (в Ленинградской области), Мировой центр данных (МЦД) по морскому льду.
На базе ААНИИ созданы российско-германская Лаборатория морских и полярных исследований имени О. Ю. Шмидта и российско-норвежская Лаборатория исследования климата Арктики имени «Фрама» (действовала до 2012 года).

## Современные исследования
В 2003 году (после длительного перерыва с 1991 года) возобновлены исследования Северного Ледовитого океана с научно-исследовательских дрейфующих станций «Северный полюс».
В июле 2009 года ААНИИ завершил 54-ю сезонную (53-ю зимовочную) российскую антарктическую экспедицию на пяти стационарных и четырёх сезонных полярных станциях и с научно-экспедиционных судов «Академик Фёдоров» и «Академик Карпинский».
В опытовом бассейне ААНИИ были отработаны оптимальные обводы ледостойкой самодвижущейся платформы «Северный полюс».
ААНИИ располагает флотом из трёх научно-экспедиционных судов:
- «Академик Фёдоров» 1987 года постройки,
- «Академик Трёшников» 2012 года постройки,
- ЛСП «Северный полюс» — ледостойкая самодвижущаяся платформа, сдана в эксплуатацию в августе 2022 года[8]. Использовалась в экспедициях Северный полюс-41, Северный полюс-42.

## Руководители
- 1920—1930, 1932—1938 — Самойлович, Рудольф Лазаревич, профессор, геолог
- 1930—1932 — Шмидт, Отто Юльевич, профессор, математик, географ
- 1938—1939 — Ширшов, Пётр Петрович, профессор, гидробиолог
- 1939 — Фёдоров, Евгений Константинович, профессор, геофизик
- 1940—1941 — Либин, Яков Соломонович, океанолог
- 1941—1942 — Балакшин, Леонид Леонидович, океанолог, и. о.
- 1942 — Славин, Самуил Венедиктович, экономист, и. о.
- 1942—1947 — Буйницкий, Виктор Харлампиевич, профессор, океанолог
- 1947—1950 — Антонов, Василий Семёнович, профессор, гидролог
- 1950—1960 — Фролов, Вячеслав Васильевич, к. г. н., метеоролог
- 1960—1981 — Трёшников, Алексей Фёдорович, член-корреспондент АН СССР, океанолог, географ
- 1981—1992 — Крутских, Борис Андреевич, д. г. н., океанолог
- 1992—2017 — Фролов, Иван Евгеньевич, член-корреспондент РАН, д. г. н., океанолог
- 2017 — наст. время — Макаров, Александр Сергеевич, д. г. н., геоморфолог